# Kálmán Mikszáth

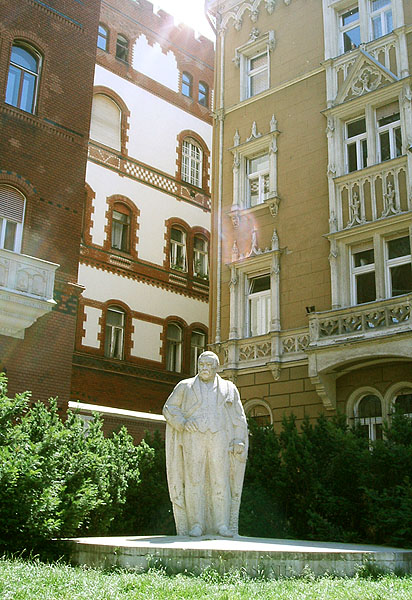
Estátua de Kálmán Mikszáth.

Kálmán Mikszáth de Kiscsoltó (Szklabonya, 16 de Janeiro de 1847 — Budapeste, 28 de Maio de 1910) foi um escritor húngaro.
Mikszáth foi autor de romances de ambiente campestre, estruturados como série de divertidos episódios (onde está patente a influência de Charles Dickens), que apresentam uma visão crítica da nobreza rural húngara.

## Principais obras
- O cafetá do sultão (1889)
- O guarda-chuva de S. Pedro (1896)